# 1. Fußball-Club Köln 01/07 2002-2003
Questa voce raccoglie le informazioni riguardanti il 1. Fußball-Club Köln 01/07 nelle competizioni ufficiali della stagione 2002-2003.

## Stagione
Nella stagione 2002-2003 il Colonia, allenato da Friedhelm Funkel, concluse il campionato di 2. Bundesliga al 2º posto e fu promosso in Bundesliga. In Coppa di Germania il Colonia fu eliminato ai quarti di finale dal Bayern Monaco.

## Rosa
| N. |                     | Ruolo | Calciatore       |
| -- | ------------------- | ----- | ---------------- |
| 1  | Germania (bandiera) | P     | Markus Pröll     |
| 2  | Germania (bandiera) | D     | Carsten Cullmann |
| 3  | Germania (bandiera) | D     | Alexander Voigt  |
| 4  | Zambia (bandiera)   | D     | Moses Sichone    |
| 5  | Germania (bandiera) | D     | Markus Happe     |
| 6  | Zambia (bandiera)   | C     | Andrew Sinkala   |
| 7  | Germania (bandiera) | C     | Florian Kringe   |
| 8  | Germania (bandiera) | A     | Matthias Scherz  |
| 9  | Germania (bandiera) | A     | Sebastian Helbig |
| 10 | Germania (bandiera) | C     | Markus Kreuz     |
| 11 | Germania (bandiera) | C     | Markus Dworrak   |
| 12 | Germania (bandiera) | D     | Oliver Schröder  |

| N. |                         | Ruolo | Calciatore          |
| -- | ----------------------- | ----- | ------------------- |
| 13 | Italia (bandiera)       | C     | Giovanni Federico   |
| 14 | Grecia (bandiera)       | C     | Evangelos Nessos    |
| 15 | Germania (bandiera)     | C     | Christian Springer  |
| 16 | Germania (bandiera)     | P     | Alexander Bade      |
| 18 | Germania (bandiera)     | A     | Markus Kurth        |
| 20 | Germania (bandiera)     | D     | Thomas Cichon       |
| 21 | Georgia (bandiera)      | A     | Archil Arveladze    |
| 23 | Camerun (bandiera)      | A     | Francis Kioyo       |
| 27 | Burkina Faso (bandiera) | C     | Alassane Ouédraogo  |
| 30 | Germania (bandiera)     | C     | Dirk Lottner        |
| 32 | Russia (bandiera)       | P     | Vjatcheslav Sokolov |

## Organigramma societario
Area tecnica
- Allenatore: Friedhelm Funkel
- Allenatore in seconda: Jos Luhukay
- Preparatore dei portieri: Peter Greiber, Rolf Herings
- Preparatori atletici:

## Calciomercato

### Sessione estiva
| Acquisti | Acquisti         | Acquisti          | Acquisti |
| R.       | Nome             | da                | Modalità |
| -------- | ---------------- | ----------------- | -------- |
| C        | Markus Dworrak   | Greuther Fürth    |          |
| D        | Markus Happe     | Schalke 04        |          |
| A        | Sebastian Helbig | Energie Cottbus   |          |
| A        | Francis Kioyo    | Greuther Fürth    |          |
| C        | Florian Kringe   | Borussia Dortmund |          |
| D        | Oliver Schröder  | Hertha Berlino    |          |

| Cessioni | Cessioni         | Cessioni               | Cessioni |
| R.       | Nome             | da                     | Modalità |
| -------- | ---------------- | ---------------------- | -------- |
| C        | Hanno Balitsch   | Bayer Leverkusen       |          |
| A        | Miroslav Baránek | Sparta Praga           |          |
| D        | Spasoje Bulajič  | Magonza                |          |
| D        | Janosch Dziwior  | Eintracht Braunschweig |          |
| D        | Jens Keller      | Eintracht Francoforte  |          |
| A        | Lilian Laslandes | Bastia                 |          |
| C        | Jörg Reeb        | Augusta                |          |
| A        | Marco Reich      | Werder Brema           |          |
| D        | Rigobert Song    | Lens                   |          |
| A        | Christian Timm   | Kaiserslautern         |          |
| D        | Marc Zellweger   | Wil                    |          |

### Sessione invernale
| Acquisti | Acquisti | Acquisti | Acquisti |
| R.       | Nome     | da       | Modalità |
| -------- | -------- | -------- | -------- |

| Cessioni | Cessioni | Cessioni | Cessioni |
| R.       | Nome     | da       | Modalità |
| -------- | -------- | -------- | -------- |

## Risultati

### 2. Bundesliga

#### Girone di andata
| Arbitro: | Keßler |

|  |           |           |
|  | Marcatori | 90’ Kioyo |

| Arbitro: | Merk |

|                                        |           |                                   |
| Springer 27’, 66’ Scherz 36’ Happe 54’ | Marcatori | 5’ Gomis 60’ Ebbers 61’ Güvenışık |

| Aquisgrana 26 agosto 2002, ore 20:15 CEST 3ª giornata | Alemannia Aquisgrana | 0 – 0 referto | Colonia | Stadio Tivoli (20 800 spett.)\| Arbitro: \| Sippel \| |
| Arbitro:                                              | Sippel               |               |         |                                                       |

| Arbitro: | Meyer |

|                                          |           |                                |
| Lottner 13’ Keller 71’ (aut.) Scherz 75’ | Marcatori | 45’ Bindewald 49’ Kryszałowicz |

| Ahlen 13 settembre 2002, ore 19:00 CEST 5ª giornata | LR Ahlen | 0 – 0 referto | Colonia | Wersestadion (11 000 spett.)\| Arbitro: \| Raquet \| |
| Arbitro:                                            | Raquet   |               |         |                                                      |

| Arbitro: | Trautmann |

|                         |           |             |
| Scherz 17’ Springer 89’ | Marcatori | 40’ Bärwolf |

| Arbitro: | Perl |

|                   |           |              |
| Mazingu-Dinzey 9’ | Marcatori | 54’ Springer |

| Arbitro: | Steinborn |

|                                                               |           |  |
| Cichon 1’ Kringe 4’, 9’ Lottner 43’, 77’ Scherz 61’ Kurth 85’ | Marcatori |  |

| Arbitro: | Kircher |

|                  |           |                     |
| Voronin 19’, 24’ | Marcatori | 33’ Happe 63’ Voigt |

| Arbitro: | Frank |

|                                 |           |           |
| Scherz 2’ Kurth 24’ Lottner 52’ | Marcatori | 14’ Licht |

| Arbitro: | Scheppe |

|                               |           |                         |
| Scharpenberg 74’ Beliakov 82’ | Marcatori | 22’ (rig.), 76’ Lottner |

| Arbitro: | Fandel |

|            |           |           |
| Scherz 31’ | Marcatori | 29’ Würll |

| Arbitro: | Krug |

|                           |           |                      |
| Patschinski 15’ Meier 73’ | Marcatori | 36’, 52’, 59’ Scherz |

| Arbitro: | Gagelmann |

|            |           |  |
| Scherz 17’ | Marcatori |  |

| Arbitro: | Schmidt |

|                                   |           |                              |
| Lottner 19’ Scherz 69’ Kringe 90’ | Marcatori | 25’ (aut.) Cichon 81’ Rösler |

| Arbitro: | Wagner |

|                                     |           |                                   |
| Benschneider 25’ Winkler 75’ (rig.) | Marcatori | 23’ Scherz 52’ Cullmann 72’ Kreuz |

| Arbitro: | Anklam |

|            |           |  |
| Kringe 57’ | Marcatori |  |

#### Girone di ritorno
| Arbitro: | Albrecht |

|                                         |           |  |
| Cichon 24’ (rig.) Scherz 53’ Kringe 86’ | Marcatori |  |

| Arbitro: | Wack |

|                             |           |                         |
| Lottner 45’, 52’ Kringe 66’ | Marcatori | 70’, 83’, 90’ Krontiris |

| Arbitro: | Merk |

|            |           |           |
| Beierle 2’ | Marcatori | 58’ Kioyo |

| Arbitro: | Fröhlich |

|                                |           |          |
| Springer 3’ Lottner 90’ (rig.) | Marcatori | 29’ Rath |

| Arbitro: | Keßler |

|           |           |           |
| Zandi 76’ | Marcatori | 82’ Kioyo |

| Arbitro: | Pickel |

|                             |           |                               |
| Ebbers 10’ Zeyer 34’ (rig.) | Marcatori | 42’ Kringe 67’ (rig.) Lottner |

| Arbitro: | Fleischer |

|            |           |                   |
| Scherz 27’ | Marcatori | 8’ (aut.) Sinkala |

| Arbitro: | Kircher |

|  |           |                                  |
|  | Marcatori | 53’ Scherz 55’ Kioyo 87’ Lottner |

| Arbitro: | Stark |

|           |           |                                       |
| Voigt 26’ | Marcatori | 9’, 24’ Thurk 11’ Weiland 70’ Voronin |

| Arbitro: | Strampe |

|            |           |                                |
| Ivanov 84’ | Marcatori | 50’ (aut.) Kowalik 56’ Lottner |

| Arbitro: | Brych |

|                 |           |  |
| Scherz 42’, 44’ | Marcatori |  |

| Arbitro: | Kemmling |

|            |           |                        |
| Becker 12’ | Marcatori | 6’ Springer 55’ Scherz |

| Arbitro: | Wagner |

|                        |           |            |
| Cullmann 18’ Kioyo 24’ | Marcatori | 52’ Gerber |

| Arbitro: | Steinborn |

|                                  |           |  |
| Bajramović 10’, 21’ Iashvili 68’ | Marcatori |  |

| Arbitro: | Merk |

|                                |           |  |
| Azzouzi 26’ Reichel 82’ (rig.) | Marcatori |  |

| Arbitro: | Fleischer |

|           |           |                                            |
| Kurth 21’ | Marcatori | 40’ Dragusha 69’ Winkler 76’ (rig.) Koster |

| Arbitro: | Kammerer |

|                               |           |  |
| Younga-Mouhani 8’ Schmidt 60’ | Marcatori |  |

### Coppa di Germania
| Arbitro: | Fröhlich |

|          |           |                                 |
| Kolm 32’ | Marcatori | 36’ Kurth 53’ Sinkala 78’ Kioyo |

| Arbitro: | Gräfe |

|           |           |                                                      |
| Eller 78’ | Marcatori | 28’ Kioyo 35’ Kreuz 43’ Happe 59’ Scherz 66’ Sinkala |

| Arbitro: | Kemmling |

|  |           |                 |
|  | Marcatori | 48’, 77’ Scherz |

| Arbitro: | Fandel |

|                                                                                  |           |  |
| Élber 7’, 33’, 70’ Hargreaves 20’ Schweinsteiger 31’, 50’ Roberto 56’ Sagnol 88’ | Marcatori |  |

## Statistiche

### Statistiche di squadra
| Competizione      | Punti | In casa | In casa | In casa | In casa | In casa | In casa | In trasferta | In trasferta | In trasferta | In trasferta | In trasferta | In trasferta | Totale | Totale | Totale | Totale | Totale | Totale | DR  |
| Competizione      | Punti | G       | V       | N       | P       | Gf      | Gs      | G            | V            | N            | P            | Gf           | Gs           | G      | V      | N      | P      | Gf     | Gs     | DR  |
| ----------------- | ----- | ------- | ------- | ------- | ------- | ------- | ------- | ------------ | ------------ | ------------ | ------------ | ------------ | ------------ | ------ | ------ | ------ | ------ | ------ | ------ | --- |
| 2. Bundesliga     | 65    | 17      | 12      | 3       | 2       | 40      | 23      | 17           | 6            | 8            | 3            | 23           | 22           | 34     | 18     | 11     | 5      | 63     | 45     | +18 |
| Coppa di Germania | -     | 0       | 0       | 0       | 0       | 0       | 0       | 4            | 3            | 0            | 1            | 10           | 10           | 4      | 3      | 0      | 1      | 10     | 10     | 0   |
| Totale            | 65    | 17      | 12      | 3       | 2       | 40      | 23      | 21           | 9            | 8            | 4            | 33           | 32           | 38     | 21     | 11     | 6      | 73     | 55     | +18 |

### Andamento in campionato
| Giornata  | 1 | 2 | 3 | 4 | 5 | 6 | 7 | 8 | 9 | 10 | 11 | 12 | 13 | 14 | 15 | 16 | 17 | 18 | 19 | 20 | 21 | 22 | 23 | 24 | 25 | 26 | 27 | 28 | 29 | 30 | 31 | 32 | 33 | 34 |
| --------- | - | - | - | - | - | - | - | - | - | -- | -- | -- | -- | -- | -- | -- | -- | -- | -- | -- | -- | -- | -- | -- | -- | -- | -- | -- | -- | -- | -- | -- | -- | -- |
| Luogo     | T | C | T | C | T | C | T | C | T | C  | T  | C  | T  | C  | C  | T  | C  | C  | C  | T  | C  | T  | T  | C  | T  | C  | T  | C  | T  | C  | T  | T  | C  | T  |
| Risultato | V | V | N | V | N | V | N | V | N | V  | N  | N  | V  | V  | V  | V  | V  | V  | N  | N  | V  | N  | N  | N  | V  | P  | V  | V  | V  | V  | P  | P  | P  | P  |
| Posizione | 6 | 5 | 4 | 1 | 3 | 2 | 4 | 2 | 1 | 1  | 1  | 2  | 1  | 1  | 1  | 1  | 1  | 1  | 1  | 1  | 1  | 1  | 1  | 1  | 1  | 1  | 1  | 1  | 1  | 1  | 1  | 1  | 2  | 2  |

Legenda:

Luogo: C = Casa; T = Trasferta. Risultato: V = Vittoria; N = Pareggio; P = Sconfitta.

### Statistiche dei giocatori
!! colspan="4" | Totale

| Giocatore    | 2. Bundesliga | 2. Bundesliga | 2. Bundesliga | 2. Bundesliga | Coppa di Germania A. Arveladze | Coppa di Germania A. Arveladze | Coppa di Germania A. Arveladze | Coppa di Germania A. Arveladze | 0        | 0    | 0           | 0          | 0 | 0 | 0 | 0 | 0 | 0 | 0 | 0 |
| Giocatore    | Presenze      | Reti          | Ammonizioni   | Espulsioni    | Presenze                       | Reti                           | Ammonizioni                    | Espulsioni                     | Presenze | Reti | Ammonizioni | Espulsioni |   |   |   |   |   |   |   |   |
| A. Bade      | 32            | 0             | 2             | 0             | 0                              | 0                              | 0                              | 0                              | 32       | 0    | 2           | 0          |   |   |   |   |   |   |   |   |
| T. Cichon    | 31            | 2             | 9             | 1             | 4                              | 0                              | 2                              | 0                              | 35       | 2    | 11          | 1          |   |   |   |   |   |   |   |   |
| C. Cullmann  | 32            | 2             | 7             | 0             | 3                              | 0                              | 0                              | 0                              | 35       | 2    | 7           | 0          |   |   |   |   |   |   |   |   |
| M. Dworrak   | 7             | 0             | 1             | 0             | 1                              | 0                              | 1                              | 0                              | 8        | 0    | 2           | 0          |   |   |   |   |   |   |   |   |
| G. Federico  | 7             | 0             | 0             | 0             | 2                              | 0                              | 0                              | 0                              | 9        | 0    | 0           | 0          |   |   |   |   |   |   |   |   |
| M. Happe     | 26            | 2             | 2             | 0             | 4                              | 1                              | 0                              | 0                              | 30       | 3    | 2           | 0          |   |   |   |   |   |   |   |   |
| S. Helbig    | 19            | 0             | 6             | 1             | 1                              | 0                              | 0                              | 0                              | 20       | 0    | 6           | 1          |   |   |   |   |   |   |   |   |
| F. Kioyo     | 28            | 5             | 1             | 0             | 3                              | 2                              | 0                              | 0                              | 31       | 7    | 1           | 0          |   |   |   |   |   |   |   |   |
| M. Kreuz     | 22            | 1             | 1             | 0             | 3                              | 1                              | 1                              | 0                              | 25       | 2    | 2           | 0          |   |   |   |   |   |   |   |   |
| F. Kringe    | 33            | 7             | 3             | 0             | 3                              | 0                              | 0                              | 0                              | 36       | 7    | 3           | 0          |   |   |   |   |   |   |   |   |
| M. Kurth     | 32            | 3             | 6             | 0             | 3                              | 1                              | 0                              | 0                              | 35       | 4    | 6           | 0          |   |   |   |   |   |   |   |   |
| D. Lottner   | 32            | 13            | 9             | 0             | 4                              | 0                              | 1                              | 0                              | 36       | 13   | 10          | 0          |   |   |   |   |   |   |   |   |
| E. Nessos    | 3             | 0             | 0             | 0             | 0                              | 0                              | 0                              | 0                              | 3        | 0    | 0           | 0          |   |   |   |   |   |   |   |   |
| A. Ouédraogo | 0             | 0             | 0             | 0             | 0                              | 0                              | 0                              | 0                              | 0        | 0    | 0           | 0          |   |   |   |   |   |   |   |   |
| M. Pröll     | 2             | 0             | 1             | 0             | 4                              | 0                              | 0                              | 0                              | 6        | 0    | 1           | 0          |   |   |   |   |   |   |   |   |
| M. Scherz    | 32            | 18            | 8             | 1             | 4                              | 3                              | 0                              | 0                              | 36       | 21   | 8           | 1          |   |   |   |   |   |   |   |   |
| O. Schröder  | 16            | 0             | 1             | 0             | 3                              | 0                              | 0                              | 0                              | 19       | 0    | 1           | 0          |   |   |   |   |   |   |   |   |
| M. Sichone   | 25            | 0             | 3             | 1             | 4                              | 0                              | 0                              | 0                              | 29       | 0    | 3           | 1          |   |   |   |   |   |   |   |   |
| A. Sinkala   | 21            | 0             | 5             | 1             | 3                              | 2                              | 1                              | 0                              | 24       | 2    | 6           | 1          |   |   |   |   |   |   |   |   |
| V. Sokolov   | 0             | 0             | 0             | 0             | 0                              | 0                              | 0                              | 0                              | 0        | 0    | 0           | 0          |   |   |   |   |   |   |   |   |
| C. Springer  | 22            | 6             | 3             | 0             | 2                              | 0                              | 0                              | 0                              | 24       | 6    | 3           | 0          |   |   |   |   |   |   |   |   |
| A. Voigt     | 31            | 2             | 9             | 1             | 1                              | 0                              | 0                              | 0                              | 32       | 2    | 9           | 1          |   |   |   |   |   |   |   |   |